# Leading from the Heart
Leading from the Heart is de elfde aflevering van het tweede seizoen van het tienerdrama Beverly Hills, 90210, die voor het eerst werd uitgezonden op 10 oktober 1991.

## Verhaal
Bobby is de verlamde neef van Brandon en Brenda. Brandon keek altijd erg tegen hem op en de familie was gechoqueerd toen hij een tijd geleden bij een auto-ongeluk betrokken raakte en in een rolstoel moest. Vooral Cindy Walsh kan er moeilijk mee om gaan, omdat Bobby de idool is van Brandon en Brandon daarom veel lijkt op Bobby. Hierdoor had het voor Cindy net zo goed Brandon kunnen zijn die verlamd raakte. Desondanks wordt Bobby nog altijd opgehemeld en wanneer hij op bezoek komt, kan Kelly dan ook niet wachten op zijn komst. Ze wordt een goede vriendin van hem, maar hij kan er niet tegen dat ze hem extra aardig behandelt omdat hij verlamd is. Ook Brenda is boos omdat ze denkt dat Kelly op hem is afgeknapt door zijn handicap. Kelly kan het niet goed hebben dat ze niets goed kan doen. Ook Bobby heeft zijn problemen, wanneer hij het moeilijk kan accepteren dat hij door het ongeluk anders behandeld wordt door iedereen.
Ondertussen doet David zijn uiterste best om Donna mee uit te vragen en vreest Brenda voor haar examen voor haar rijbewijs. Wanneer ze deze na de derde keer ontvangt, is ze te bang iets fout te doen en durft ze niet in Brandons auto rijden. Ook Emily zet opnieuw haar zinnen op Brandon en wordt lid van de schoolkrant om dichter bij hem te zijn.

## Rolverdeling
- Jason Priestley - Brandon Walsh
- Shannen Doherty - Brenda Walsh
- Jennie Garth - Kelly Taylor
- Ian Ziering - Steve Sanders
- Gabrielle Carteris - Andrea Zuckerman
- Luke Perry - Dylan McKay
- Brian Austin Green - David Silver
- Tori Spelling - Donna Martin
- Carol Potter - Cindy Walsh
- James Eckhouse - Jim Walsh
- Christine Elise - Emily Valentine
- Gordon Currie - Bobby Walsh
- Gabriel Macht - Tal Weaver